# Peter van Eyck
Peter van Eyck (Steinwehr, 16 juli 1911 – Männedorf, 15 juli 1969) was een Duits-Amerikaans acteur.

## Levensloop
Peter van Eyck werd in Pommeren geboren als Götz von Eick. Hij verliet Duitsland in 1931 en woonde achtereenvolgens in Parijs, Londen, Tunis, Algiers en Cuba, alvorens zich in New York te vestigen. Daar was hij aanvankelijk werkzaam als barpianist. Hij verdiende er ook zijn brood door muziek te schrijven bij revuestukken. Hij werkte als toneelmeester voor Irving Berlin en als regieassistent bij het toneelgezelschap van Orson Welles.
Van Eyck trok daarna naar Hollywood en was er eerst werkzaam als vrachtwagenchauffeur. Hij ging aan de slag bij de radio met de hulp van Billy Wilder, die hem later ook zou inzetten in zijn films. Hij werd in 1943 Amerikaans staatsburger en ging toen in het leger. Aan het einde van de Tweede Wereldoorlog keerde hij terug naar Duitsland als controleofficier voor films en hij bleef daar tot 1948 als regisseur van de filmsectie. In 1949 speelde hij voor de eerste keer mee in een Duitse prent.
Hij brak internationaal door met zijn hoofdrol in de Franse avonturenfilm Le Salaire de la peur (1953) van Henri-Georges Clouzot. Hij was ook te zien in meerdere Amerikaanse televisieseries. In Amerikaanse films speelde hij doorgaans de rol van nazi of booswicht, maar in Duitsland was zijn repertoire gevarieerder.
Van Eyck trouwde twee keer. Zijn eerste vrouw was de Amerikaanse actrice Ruth Ford. Uit zijn tweede huwelijk met Inge von Voris werden twee dochters geboren.
Hij stierf in 1969 aan een bloedvergiftiging als gevolg van een slecht verzorgde wond.

## Filmografie

### Bioscoopfilms
- 1943: Hitler's Children
- 1943: The Moon Is Down
- 1943: Edge of Darkness
- 1943: Five Graves to Cairo
- 1943: Action in the North Atlantic
- 1943: Hitler's Madman
- 1944: The Impostor
- 1944: Address Unknown
- 1944: Resisting Enemy Interrogation
- 1949: Hallo, Fräulein!
- 1950: Königskinder
- 1950: Export in Blond
- 1950: Epilog – Das Geheimnis der Orplid
- 1950: Furioso
- 1950: Die Dritte von rechts
- 1951: The Desert Fox: The Story of Rommel
- 1952: Au cœur de la Casbah
- 1953: Le Salaire de la peur
- 1953: Single-Handed
- 1953: Alerte au Sud
- 1954: Die letzte Etappe
- 1954: Night People
- 1954: Le Grand Jeu
- 1954: La Chair et le Diable
- 1955: Tarzan's Hidden Jungle
- 1955: A Bullet for Joey
- 1955: Sophie et le Crime
- 1955: Mr. Arkadin
- 1955: Akte XP 15
- 1955: Das Mädchen vom dritten Stock
- 1955: Vom Teufel verführt
- 1955: Jump into Hell
- 1955: The Rawhide Years
- 1955: Der Cornet – Die Weise von Liebe und Tod
- 1956: Run for the Sun
- 1956: Attack
- 1957: Le Feu aux poudres
- 1957: Fric-frac en dentelles
- 1957: Retour de manivelle
- 1957: Der gläserne Turm
- 1957: Tous peuvent me tuer
- 1957: Der sechste Mann
- 1958: Dr. Crippen lebt
- 1958: Das Mädchen Rosemarie
- 1958: Schmutziger Engel
- 1958: The Snorkel
- 1958: Schwarze Nylons – Heiße Nächte
- 1959: Du gehörst mir
- 1959: Rommel ruft Kairo
- 1959: Lockvogel der Nacht
- 1959: Der Rest ist Schweigen
- 1959: Verbrechen nach Schulschluß
- 1959: Labyrinth
- 1959: Geheimaktion Schwarze Kapelle
- 1959: Abschied von den Wolken
- 1960: Liebling der Götter
- 1960: Die 1000 Augen des Dr. Mabuse
- 1960: Foxhole in Cairo
- 1961: An einem Freitag um halb zwölf...
- 1961: Legge di guerra
- 1961: La Fête espagnole
- 1961: Die Stunde, die du glücklich bist
- 1961: Unter Ausschluß der Öffentlichkeit
- 1961: Bevor der Mensch zum Teufel geht
- 1962: Finden Sie, daß Constanze sich richtig verhält?
- 1962: The Devil's Agent
- 1962: The Brain
- 1962: The Longest Day
- 1962: Station Six-Sahara
- 1963: Verführung am Meer
- 1963: Scotland Yard jagt Dr. Mabuse
- 1963: Das große Liebesspiel
- 1963: Ein Alibi zerbricht
- 1964: Kennwort: Reiher
- 1964: Die Todesstrahlen des Dr. Mabuse
- 1964: I misteri della giungla nera
- 1965: The Dirty Game
- 1965: Die Herren
- 1965: Duell vor Sonnenuntergang
- 1965: The Spy Who Came in from the Cold
- 1965: Guerre secrète
- 1966: À belles dents
- 1966: Comando de asesinos
- 1966: Requiem per un agente segreto
- 1967: L'Homme qui valait des milliards
- 1967: Der goldene Schlüssel
- 1968: Rose rosse per il Führer
- 1968: Tuvia Vesheva Benotav
- 1968: Assignment to Kill
- 1968: Heidi kehrt heim
- 1968: Shalako
- 1969: The Bridge at Remagen

### Televisie
- 1953: Orient Express: The Hunted
- 1955: The Adventures of Ellery Queen: Night Visitors
- 1955: Your Play Time: Intolerable Portrait
- 1955: Casablanca: Black Market Operation
- 1956: Alfred Hitchcock Presents: Safe Conduct
- 1956: Casablanca: Deadlock!
- 1957: Code 3: The Rookie Sheriff
- 1967: Der Zündholzkönig - Der Fall Ivan Kreuger
- 1969: Der Kommissar: Die Pistole im Park